# Grafit (arqueologia)
En context arqueològic, un grafit (en plural, grafitis; del grec γράφω 'escriure', 'dibuixar', 'gravar'), és una marca deliberada feta principalment mitjançant gravat sobre pedra, metall, guix, generalment en superfícies duradores. Les marques poden formar una imatge o un escrit. Des de l'antiguitat s'han utilitzat eines, fins i tot rudimentàries, com burins, claus, punxons, estils o altres eines semblants. Molts exemples de grafitis són dibuixos abstractes o simbòlics, que potser van tenir un paper de comunicació conceptual abans de l'arribada de l'escriptura.
Els grafitis ja són presents al Paleolític superior, com en els gravats rupestres de la Valcamonica. El terme no s'acostuma a utilitzar per a la decoració gravada en objectes petits com els ossos, que constitueixen una gran part de l'art del Paleolític Superior, però es pot utilitzar per a les imatges gravades, generalment d'animals, que es troben habitualment a les coves, encara que molt menys conegudes que les pintures rupestres de la mateixa època; sovint les dues es troben a les mateixes coves.
Des de l'antiguitat ens han arribat nombrosos testimonis, des dels fenicis (el grafit de la tomba d'Ahiram) fins a l'Imperi Romà (el grafit d'Alexàmenos), mentre que, en l'època paleocristiana i en l'alta edat mitjana, també hi són presents els grafits en làpides funeràries.

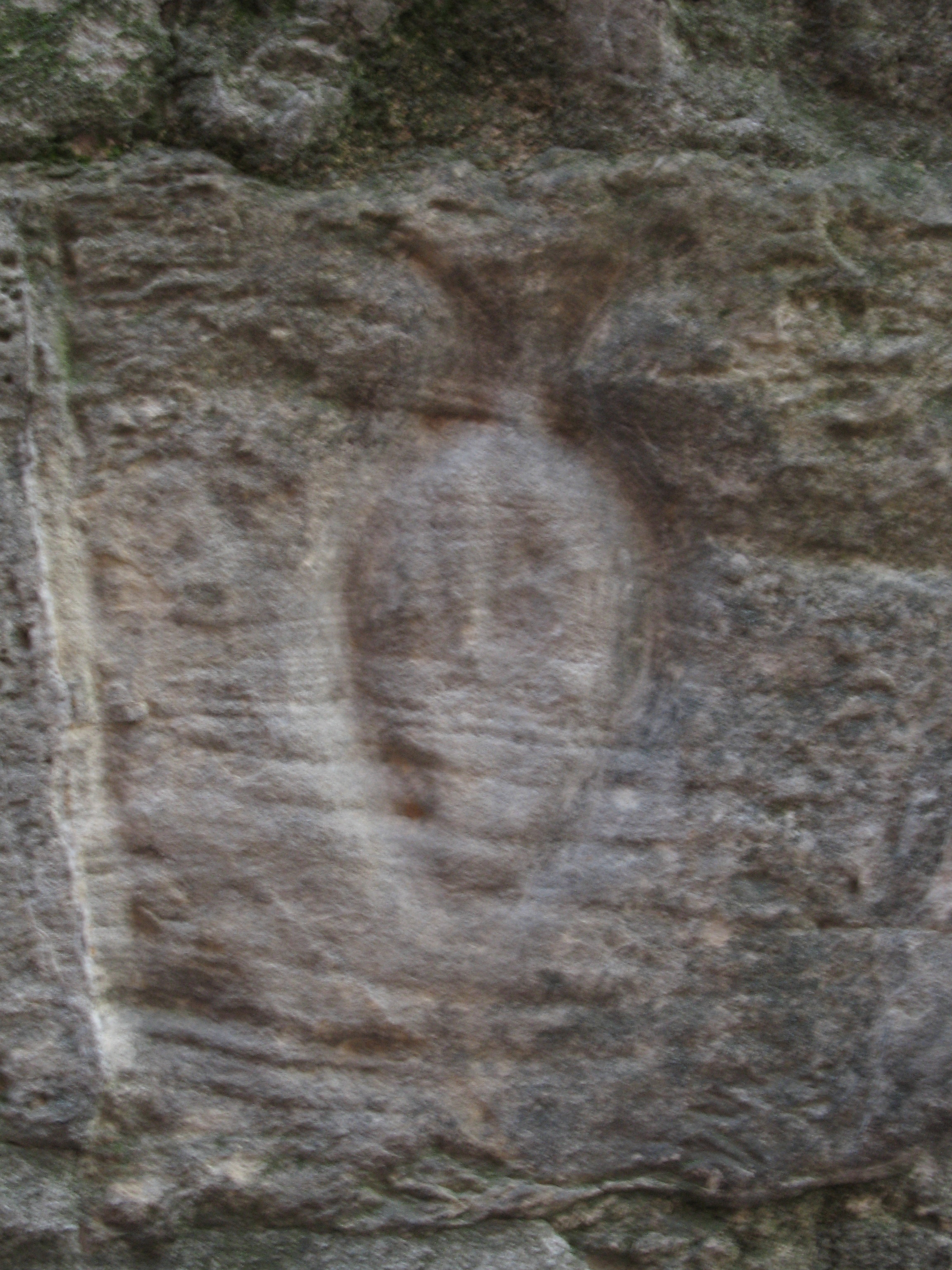
Detall de la muralla medieval de Parma, on es troba la «Porta Pediculosa» on és ben visible el dibuix d'un poll
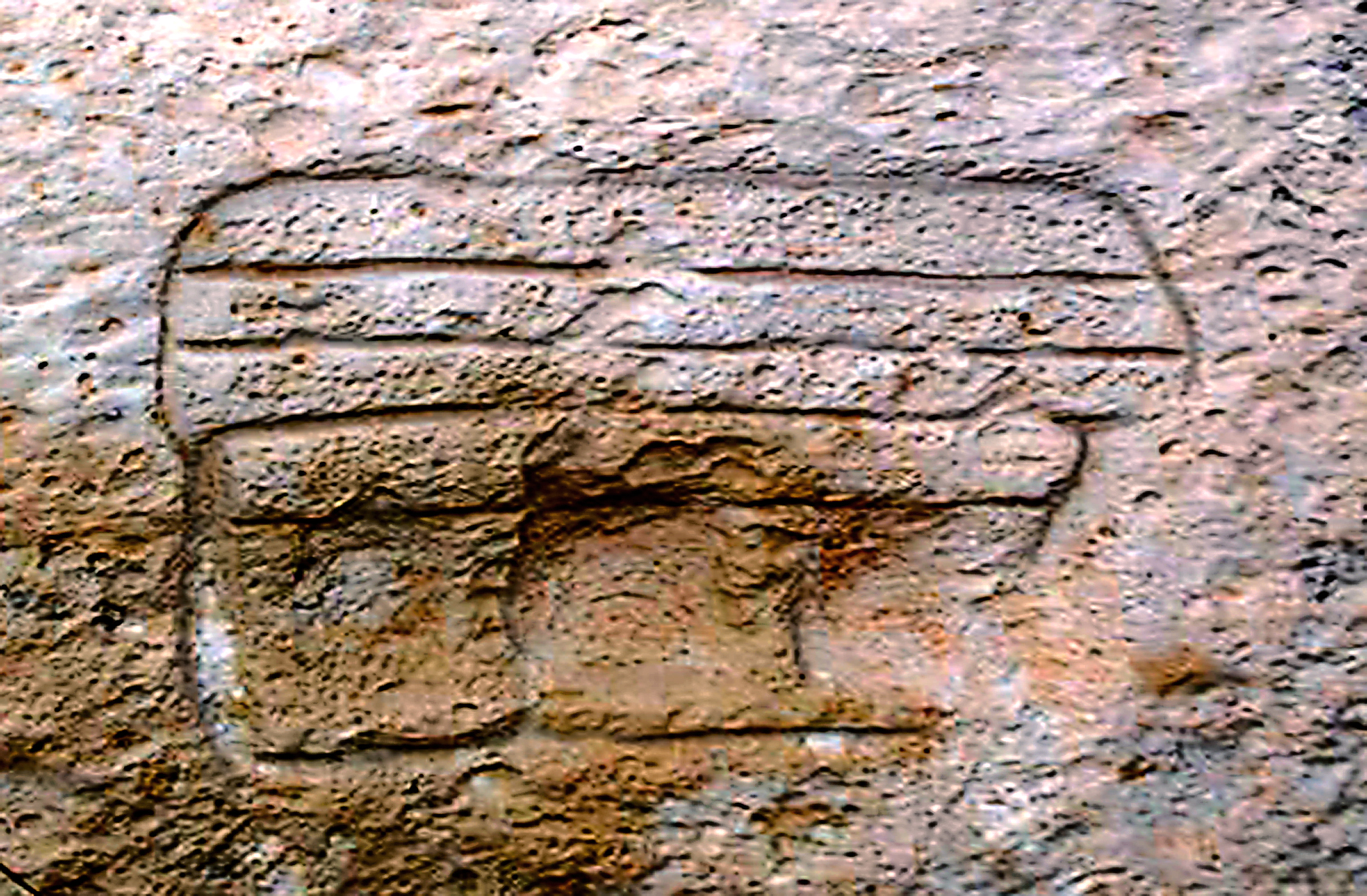
Grafit de l'interior del temple de Mnajdra (Malta)

En arqueologia, el terme pot incloure o no el sentit modern més comú d'una addició «no autoritzada» a un edifici o monument. L'esgrafiat, una tècnica decorativa per rascar parcialment una capa superior de guix o algun altre material per revelar un material de color diferent a sota, també es coneix com a «grafit».
El grau de complexitat és molt variable segons el tipus de grafit, i pot anar des d'un simple gravat fins a una elaborada pintura de les parets.

## Tipus de grafitis
Les categories bàsiques del grafit en arqueologia són:
- Grafit escrit o inscripcions informals.
- Imatges en grafitis
- Grafit complex, combinat o de categoria múltiple.

## Grafitis de l'antiguitat
Els grafitis tenen una gran importància en arqueologia; formen part, juntament amb els textos epigràfics, de testimonis escrits no literaris i populars, i sovint revelen aspectes fins ara desconeguts de les societats que els van produir. Donada la seva senzillesa, la tècnica del grafit es practica des de l'antiguitat traçant-ne els contorns amb un instrument punxegut. L'existència de grafitis al Paleolític superior està confirmada per un descobriment recent a Egipte al poble de Qurta, a uns 640 km al sud del Caire. Els grafitis de Valcamonica pertanyen a la mateixa època, constituint la col·lecció d'art rupestre més gran d'Europa, mentre que els grafitis rupestres d'Alta, al comtat de Finnmark (Noruega), es poden datar entre el 4200 aC. i 500 aC.

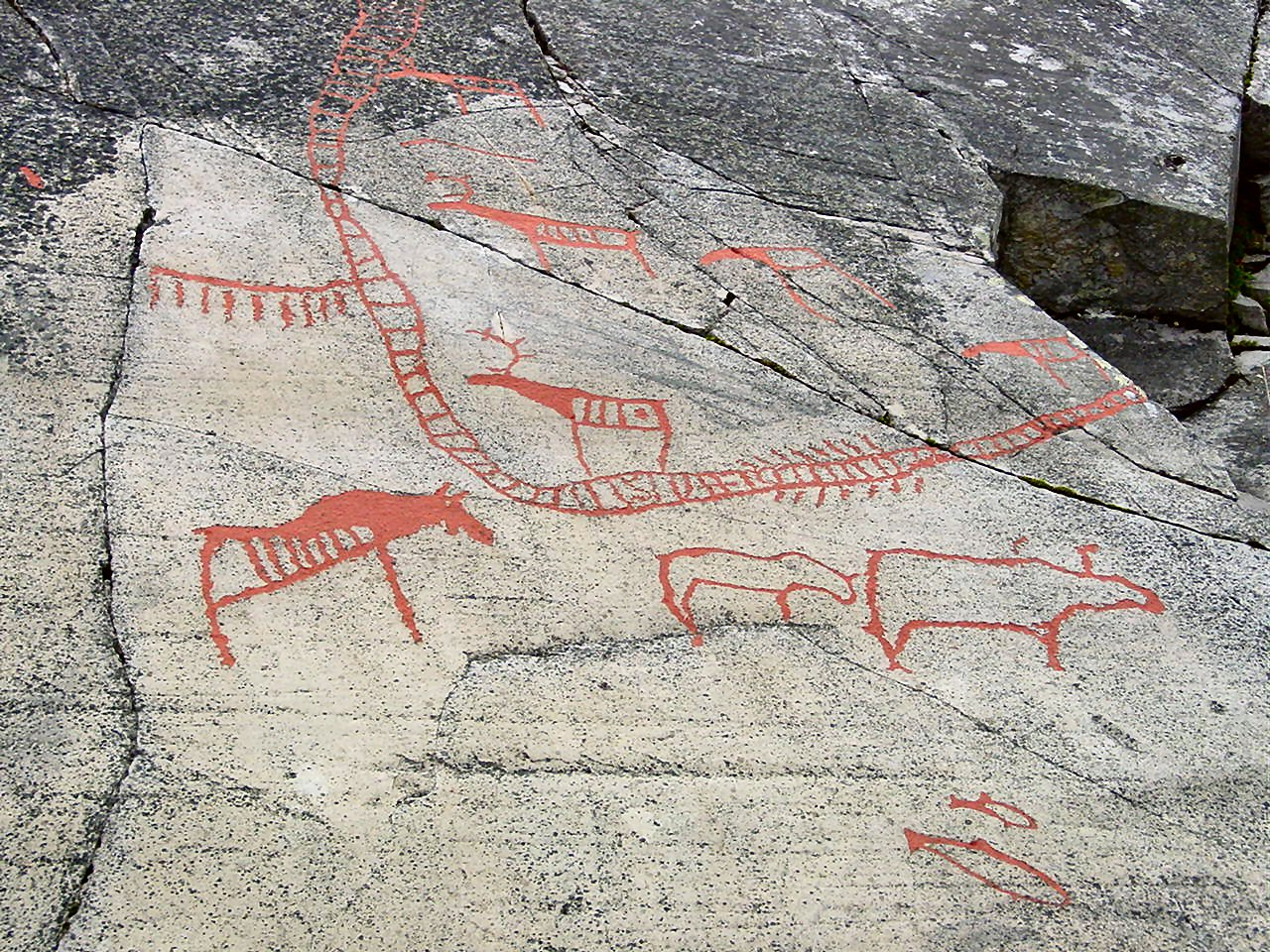
Grafit amb una tanca visible. Jaciment arqueològic d'Alta, Noruega
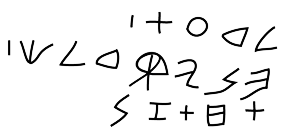
Grafit fenici de la tomba d'Ahiram (Necròpolis reial de Biblos)

Des de l'antiguitat ens han arribat nombrosos exemples de grafitis: a la Vall dels Reis d'Egipte, a l'Àgora d'Atenes i als grans caravanserralls del món àrab. Aquestes inscripcions de vegades tenen una importància històrica que, lluny de ser anecdòtica, demostra, per exemple, que mercenaris caris van servir a Egipte al segle vii aC. A les ruïnes de la ciutat d'Efes, al llarg d'un camí s'hi poden veure grafitis que anuncien un prostíbul, il·lustrant gràficament on i per quants diners podien trobar professionals de l'amor.

## Grafitis de l'Antic Egipte
El coneixement modern de la història de l'Antic Egipte es va derivar originàriament d'inscripcions, literatura (Llibres dels morts), registres històrics dels faraons i relleus, de declaracions del temple, i nombrosos objectes individuals, ja siguin del faraó o per a la ciutadania egípcia. Els desenvolupaments del segle xx van portar a trobar fonts d'informació menys comunes que indiquessin les complexitats de les interrelacions del faraó, els seus designats i la ciutadania.
Tres fonts menors han ajudat a enllaçar les principals peces d'interrelacions a l'antic Egipte: òstracon, escarabeu i nombroses fonts de temples, pedreres, etc. Els relleus, i els escrits amb els relleus, sovint es complementen amb un grafit, sovint hieràtic i descobert en llocs que no es veuen habitualment, com un brancal de la porta, un passadís, una entrada o el costat o el revers d'un objecte.

### Grafitis religiosos de Deir el-Bahari
Els pelegrins als llocs religiosos van deixar nombrosos grafitis al conjunt de temples i de tombes egípcies de Deir el-Bahari.

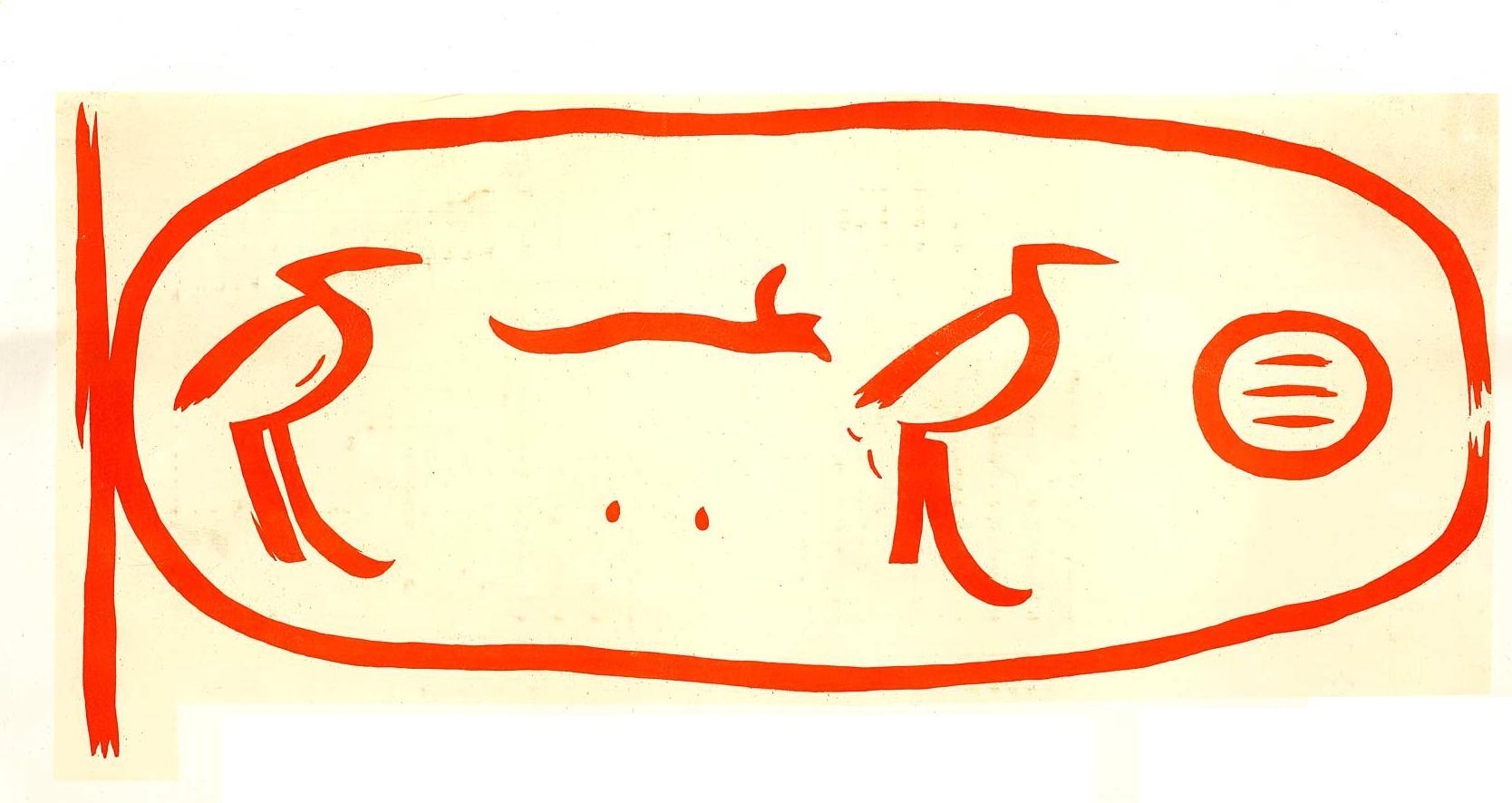
Grafit a la piràmide de Quèops, amb el seu nom de cartutx

### Grafit demòtic tardà romà
El demòtic egipci molt tardà només es va utilitzar per a òstrcon, etiquetes de mòmies, subtitular textos grecs i grafitis. L'últim exemple datat de demòtic egipci és del temple d'Isis a Filae, datat a l'11 de desembre de 452.

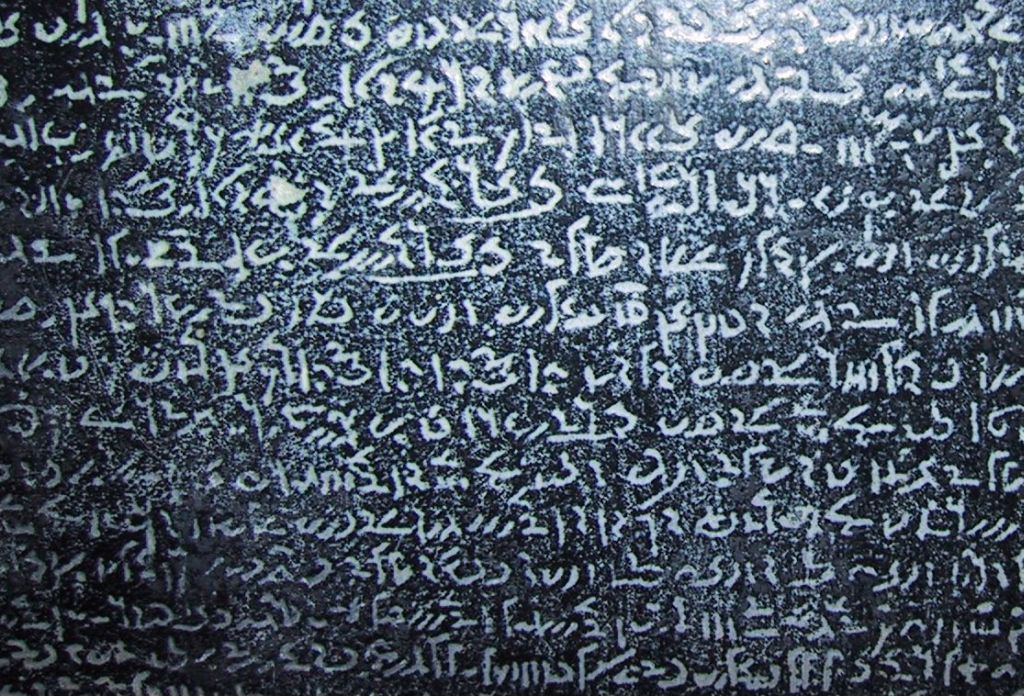
Exemple d'escriptura demòtica «egípcia» d'una rèplica de pedra de Rosetta, 198 aC.

## Grafitis a l'Antiga Grècia
S'han trobat grans quantitats de grafitis a Atenes durant les excavacions de l'Escola Americana d'Estudis Clàssics d'Atenes; prop de 850 van ser catalogats per Mabel Lang el 1976. Aquests inclouen una varietat de diferents tipus de grafitis, com ara abecedaris, inscripcions kalos, insults, marques de propietat, anotacions comercials, dedicatòries, inscripcions cristianes, missatges, llistes i imatges. Daten des del segle viii aC fins a l'època romana tardana.

## Grafitis de l'Antiga Roma

### Grafit quadrat màgic
El quadrat Sator és un grafit llatí que es troba en nombrosos llocs de l'Imperi Romà (per exemple, Pompeia, Dura Europos) i en altres llocs (Regne Unit).

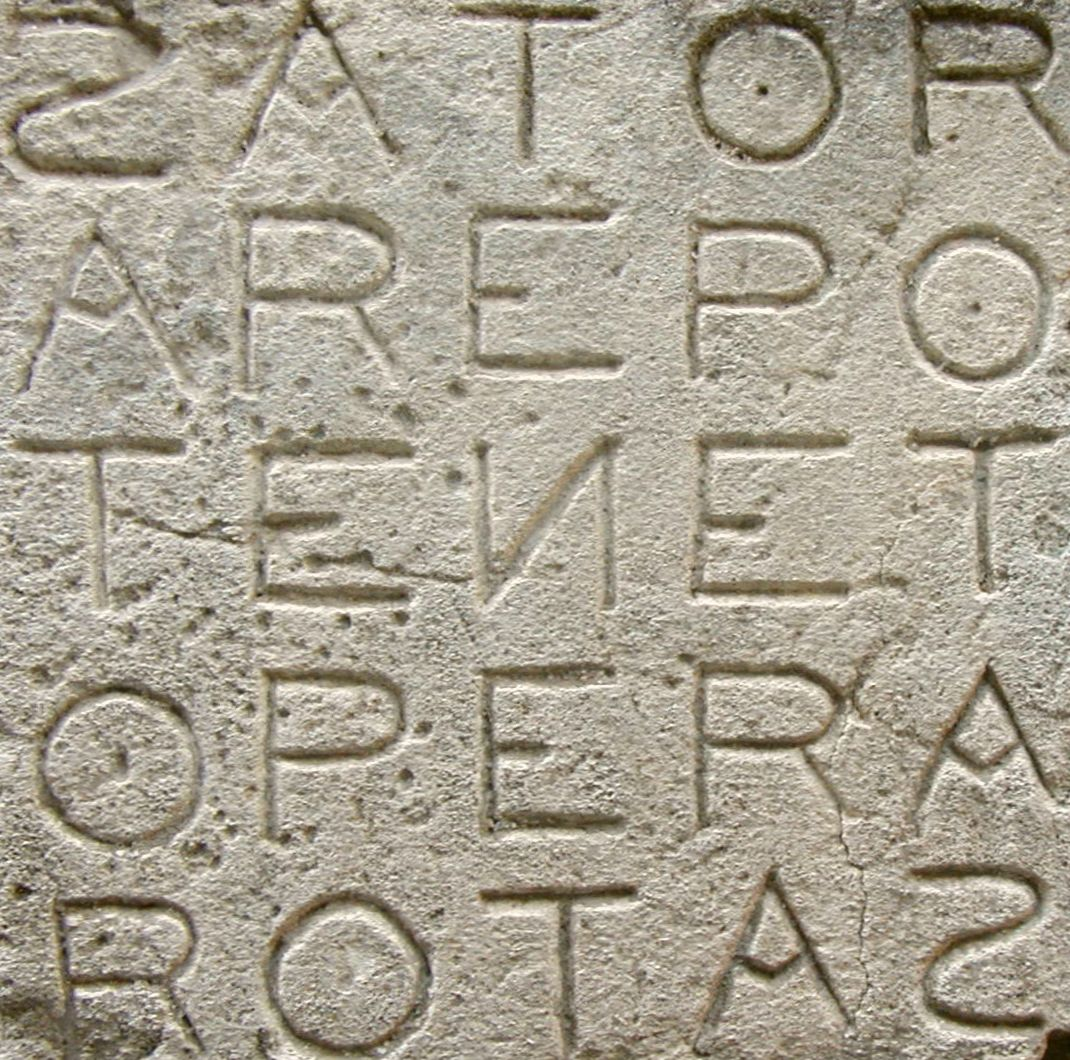
El quadrat Sator que es troba a Oppède, França

És un palíndrom (en teoria) que forma un quadrat de lletres que es pot llegir en qualsevol direcció. La raó per la qual el palíndrom pot ser només en teoria, és perquè el quadrat es pot llegir de manera bustrofèdica.

### Els grafitis de Pompeia
S'han reconegut grafitis de dos mil·lennis d'antiguitat a moltes parets de l'antiga Pompeia, ben conservades per la capa de cendra i lapil·li de l'erupció del Vesuvi del 79, que constitueixen una font important i preciosa sobre tots aquells aspectes dels quals els autors antics no ens expliquen (per exemple: els preus dels aliments, de les prostitutes, del lloguer d'una botiga; la composició ètnica de la població; les llengües parlades i/o conegudes a la ciutat; el nivell cultural de la població i el coneixement dels poetes i les seves respectives obres literàries; l'origen dels criats i esclaus; humor i sarcasme relatius a fets contingents de la vida quotidiana; noms de persones; insults i blasfèmies adreçades als enemics i adversaris; elogis i invocacions amoroses adreçades als amants o gladiadors; càlculs i recomptes; dibuixos infantils o caricatures de figures amb túnica, gladiadors, obscenitats, quadrúpedes, vaixells, preparacions militars, etc.). De vegades, el grafit també testimonia episodis concrets de l'època; a la Casa dels Dioscurs hi ha un grafit, que fa referència a una lluita violenta entre pompeians i nucerins que va tenir lloc l'any 59 a l'amfiteatre de Pompeia durant un espectacle de gladiadors, on llegim:
| «               | (llatí) Campani victoria una cum nucerinis peristis | (català) La victòria va ser dels campanians quan van morir nucerinins | » |
| — CIL IV, 01293 |                                                     |                                                                       |   |

Entre les ruïnes de Pompeia no falten els grafits dedicats als gladiadors:
| «               | (llatí) Cresce(n)s retia(rius) puparum nocturnarum mat[3]ar[3] aliarum ser atinus medicus | (català) El reciari Cresce(n)s el metge de les noies de la nit, del matí i tot el que hi ha entremig | » |
| — CIL IV, 04353 |                                                                                           | |   |

mentre que en una de les columnes del peristil de la casa del Laberint hi ha representats dos gladiadors i els seus respectius grafitis, que diuen:
| «               | (llatí) Asteropaeus er(onianus) CVII (pugnarum) v(icit) Oceneanus l(ibertus?) VI (pugnarum) m(issus) | (català) Asteropeus el Neronià, 107 combats el guanyador Oceneanus llibert, 6 combats indultat | » |
| — CIL IV, 01422 | |                                                                                                |   |

A la casa del Criptopòrtic un altre grafit representa un gos i un ase, mentre que a la paret nord de l'atri de la Vil·la dels Misteris és visible el grafit d'un home que porta una corona de llorer i l'escriptura de dalt: Rufus est.
Les troballes de nombrosos objectes o reproduccions de naturalesa sexual al jaciment arqueològic van fer creure que el sexe era l'ocupació predominant dels habitants de Pompeia, creença reforçada per la definició del poeta Marcial que la defineix com «la ciutat afavorida per Venus». Nombrosos (prop de 120) són els grafitis descoberts a les cellae meretriciae del lupanar proper a les termes estabianes, en els quals s'il·lustren o descriuen molts aspectes de la prostitució a Pompeia.

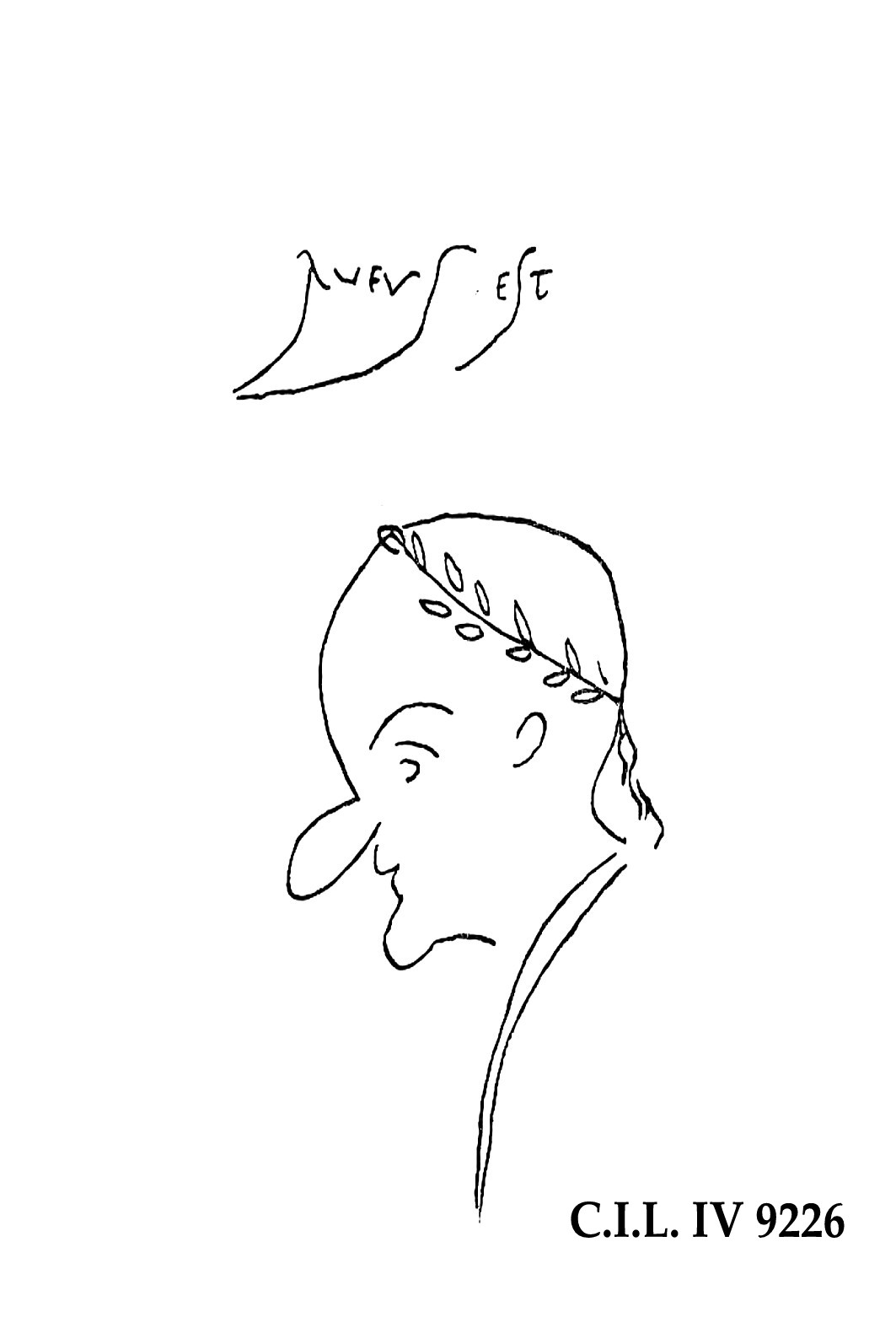
(CIL IV, 09226). Grafit a la paret nord de l'atri de la Vil·la dels Misteris
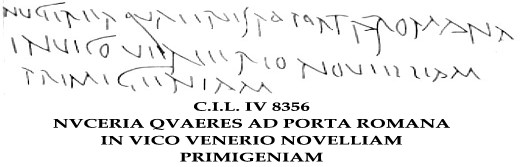
(CIL IV, 8356). Inscripció referida a Novellia Primigenia

En una altra inscripció hi ha una referència a una bella i refinada mima de Nucèria, Novellia Primigenia, que va encantar molts cors i va embriagar els seus sentits.
| «               | (llatí) Primigeniae Nucer(inae) sal(utem) vellem essem gemma (h)ora non amplius una ut tibi signanti oscula missa darem | (català) Salutacions Primigenia Nocerina. Durant no més d'una hora m'agradaria ser la joia (de l'anell) per donar-te un petó quan signis | » |
| — CIL IV, 10241 | | |   |

e la bella nucerina, dotada d'encant i sensualitat, també es parla en un altre grafit:
| «               | (llatí) Nucerea(e!) quaeres ad porta(m) Romana(m) in vico Venerio Novelliam Primigeniam | (català) A Nucèria, prop de Porta Romana, al barri de Venere, pregunteu per Novellia Primigenia | » |
| — CIL IV, 08356 |                                                                                         |                                                                                                 |   |

En els grafitis pompeians l'estil difereix del llatí erudit de Ciceró; podrien tractar-se d'anuncis electorals, missatges de partidaris d'esportistes o gladiadors, missatges amb contingut personal, polític, religiós, eròtic o pornogràfic, etc. La seva senzillesa proporciona una visió interessant de la vida en aquell moment i resumeix els desitjos, els interessos, la vida sexual i diversos aspectes de la vida quotidiana. Tenir l'oportunitat de veure les paraules d'un individu normal, que d'altra manera seria totalment oblidat, és un dels reclams de Pompeia.
Aquestes pintades generalment s'escriuen en llatí vulgar i proporcionen nombrosa informació als lingüistes com el nivell d'alfabetització de la població, perquè en aquests textos hi ha errors ortogràfics o gramaticals. És precisament gràcies a la presència d'aquests errors que aquests textos aporten pistes sobre la manera de pronunciar el llatí pels seus parlants.

## Grafitis medievals
Hi ha diversos tipus de grafitis que es troben en edificis britànics que daten de l'època medieval, sobretot a les esglésies. Aquests són alguns dels tipus més comuns:
- Dibuixos arquitectònics
- Dibuixos de compàs
- Creus
- Textos primerencs
- Xifres
- Vaixells
- Heràldica
- Marques de picapedrers
- Marques de comerciants
- Pentancles
- Nus de Salomó

El grafit medieval és una àrea d'estudi relativament nova amb la primera obra de llarga durada produïda l'any 1967 per Violet Pritchard. La Norfolk Medieval Graffiti Survey es va establir el 2010 amb l'objectiu de dur a terme la primera investigació a gran escala del grafit medieval al Regne Unit. La investigació analitza principalment els grafits que daten dels segles xiv al xvii. Des de l'any 2010 s'han creat una sèrie d'altres investigacions a comtats. Aquests inclouen Kent, Suffolk i Surrey.
Els exemples següents són de St Nicholas, l'església parroquial de Blakeney.

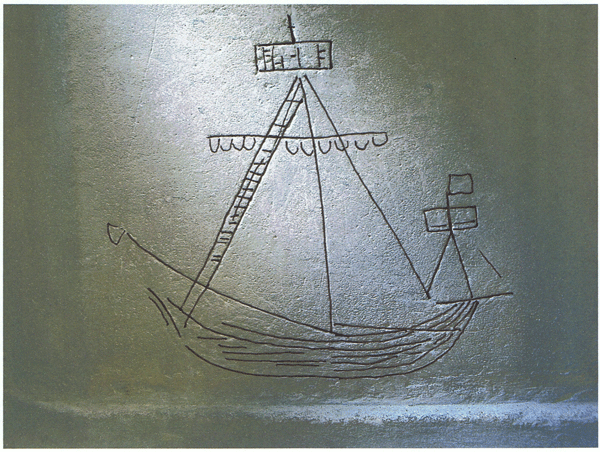
Grafit d'un vaixell
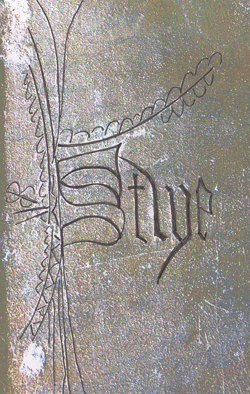
Grafit decorat amb lletres majúscules
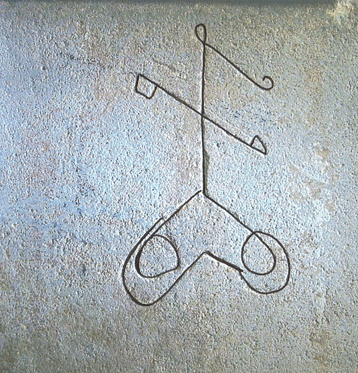
Marca de picapedrer

## Altres testimonis
Es coneixen nombrosos altres exemples de grafitis antics: grafits maies a Tikal (Guatemala), grafitis víkings al jaciment arqueològic de Newgrange (Irlanda), escriptura rúnica a Santa Sofia, Istanbul (Turquia), i altres.

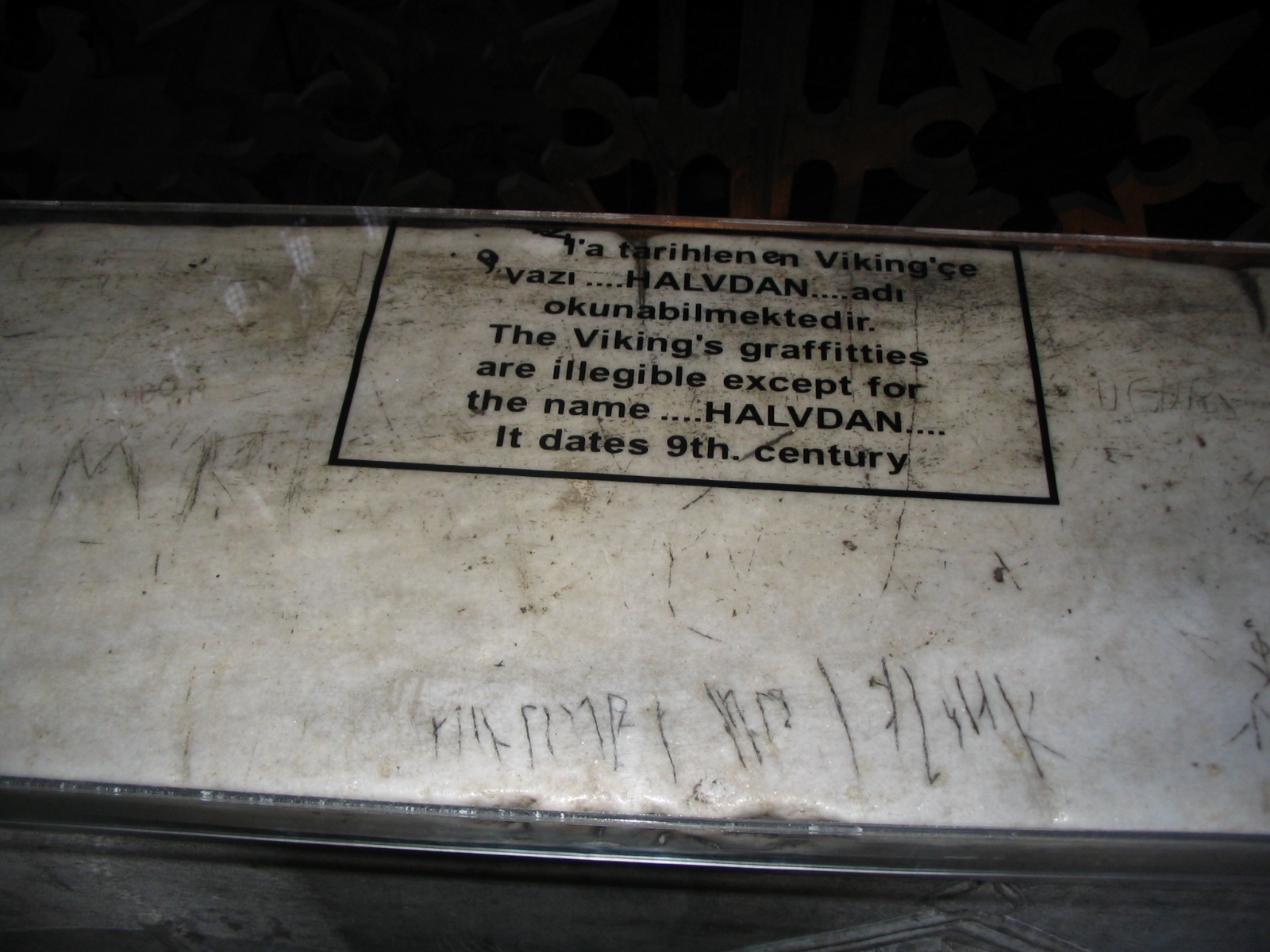
Grafit rúnic a la basílica de Santa Sofia
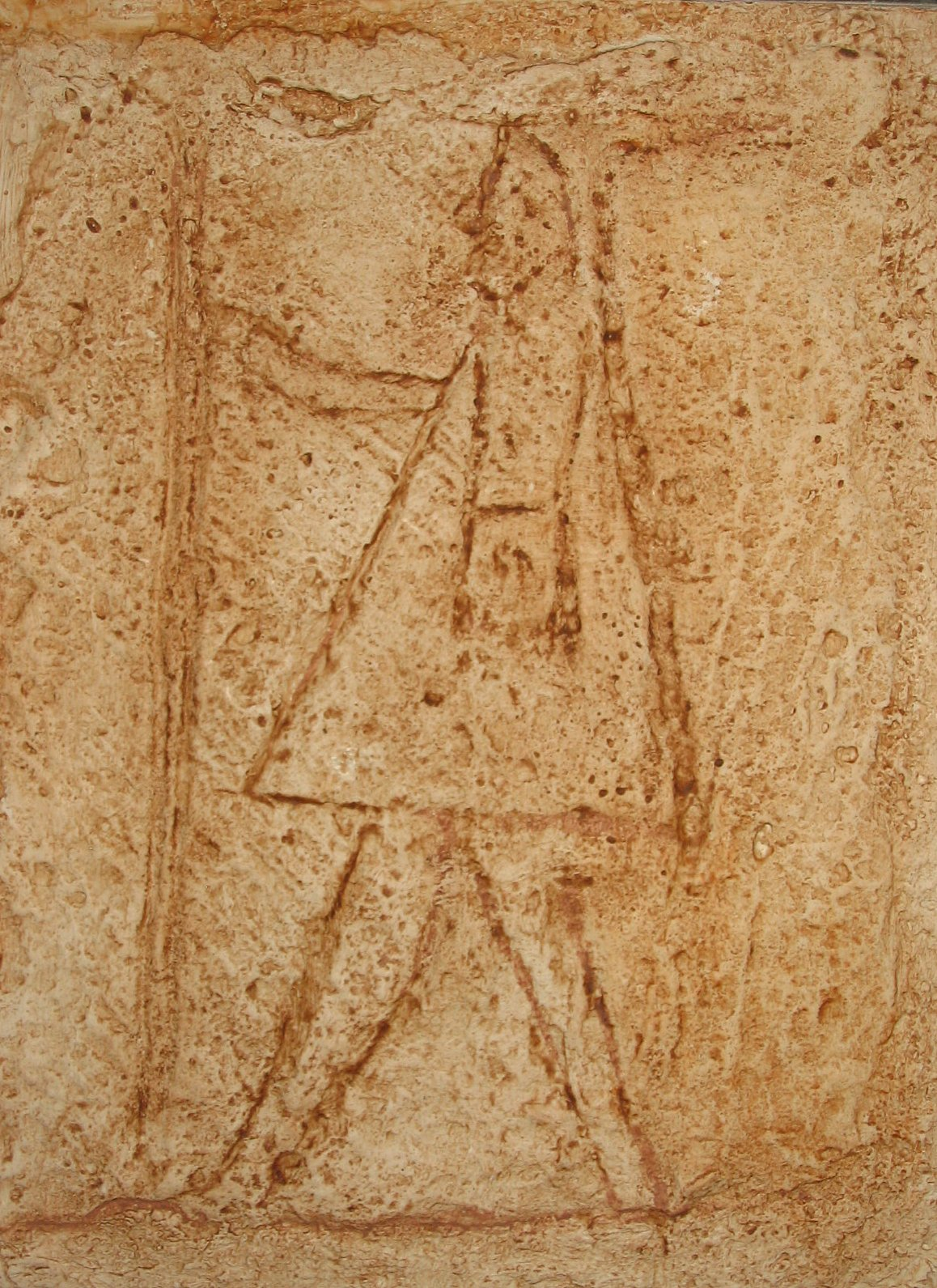
Grafit d'un pelegrí (Museu de Marsilly)

Sovint es troben grafitis molt antics en llocs protegits de la llum i la humitat, com cel·les de presons, cel·les monàstiques, barraques, bodegues, cellers i catacumbes: els grafitis dels primers cristians, a les catacumbes romanes, són una important font de documentació. Per exemple, la Torre de la Llanterna de La Rochelle (França), està plena de grafitis tallats a la pedra per mariners anglesos, espanyols i holandesos que van ser empresonats a la torre entre els segles xvii i xix. Alguns mobles de fusta, ja siguin taules i pupitres d'escola o portes de lavabos públics, sovint estan gravats amb inscripcions. Nombroses esglésies romanes estan gravades amb grafitis que es cobreixen immediatament per una capa de guix. L'església de Moings n'és un exemple.
Un museu de grafitis antics és present a Marsilly; en ell, s'hi poden veure còpies de grafitis presents a l'església de San Pietro i als voltants del departament de Charanta Marítima.

## Grafitis moderns
A l'era digital, les inscripcions afegides a les transaccions de Bitcoin també s'anomenen «grafit».